# NGC 6990
NGC 6990 (другие обозначения — PGC 65862, ESO 187-43, IRAS20562-5545) — спиральная галактика (Sa) в созвездии Индеец.
Этот объект входит в число перечисленных в оригинальной редакции «Нового общего каталога».